# Reprezentacja Szkocji w piłce nożnej kobiet
Reprezentacja Szkocji w piłce nożnej kobiet – oficjalna drużyna reprezentująca Szkocję w rozgrywkach piłki nożnej. Od 1998 jest zarządzana przez Scottish Football Association. Reprezentacji raz udało się zakwalifikować do mistrzostw świata (2019), oraz awansować na Mistrzostwa Europy 2017. Oba turnieje jednak Szkotki zakończyły już po fazie grupowej.

## Udział w międzynarodowych turniejach
| 1996 | Nie brała udziału       | Nie brała udziału       |
| 2000 | Nie zakwalifikowała się | Nie zakwalifikowała się |
| 2004 | Nie zakwalifikowała się | Nie zakwalifikowała się |
| 2008 | Nie zakwalifikowała się | Nie zakwalifikowała się |
| 2012 | Nie zakwalifikowała się | Nie zakwalifikowała się |
| 2016 | Nie zakwalifikowała się | Nie zakwalifikowała się |
| 2020 |                         |                         |

| 1991 | Nie zakwalifikowała się | Nie zakwalifikowała się |
| 1995 | Nie zakwalifikowała się | Nie zakwalifikowała się |
| 1999 | Nie zakwalifikowała się | Nie zakwalifikowała się |
| 2003 | Nie zakwalifikowała się | Nie zakwalifikowała się |
| 2007 | Nie zakwalifikowała się | Nie zakwalifikowała się |
| 2011 | Nie zakwalifikowała się | Nie zakwalifikowała się |
| 2015 | Nie zakwalifikowała się | Nie zakwalifikowała się |
| 2019 | Awans                   | Faza grupowa            |

| 1984 | Nie zakwalifikowała się | Nie zakwalifikowała się |
| 1987 | Nie zakwalifikowała się | Nie zakwalifikowała się |
| 1989 | Nie zakwalifikowała się | Nie zakwalifikowała się |
| 1991 | Nie zakwalifikowała się | Nie zakwalifikowała się |
| 1993 | Nie zakwalifikowała się | Nie zakwalifikowała się |
| 1995 | Nie zakwalifikowała się | Nie zakwalifikowała się |
| 1997 | Nie zakwalifikowała się | Nie zakwalifikowała się |
| 2001 | Nie zakwalifikowała się | Nie zakwalifikowała się |
| 2005 | Nie zakwalifikowała się | Nie zakwalifikowała się |
| 2009 | Nie zakwalifikowała się | Nie zakwalifikowała się |
| 2013 | Nie zakwalifikowała się | Nie zakwalifikowała się |
| 2017 | Awans                   | Faza grupowa            |